# Wapen van Ganshoren

Het wapen van Ganshoren

Het wapen van Ganshoren werd op 8 juni 1844 aan de Brusselse gemeente Ganshoren toegekend.

## Blazoenering
De blazoenering van het wapen luidt als volgt:
Een rood veld met het gulden beeld van St. Maarten.
Het veld van het wapen is rood van kleur, op dit rode veld een geheel gouden voorstelling van Sint Maarten die zijn mantel afsnijd, om aan de bedelaar te geven. Sint Maarten is de patroonheilige van Ganshoren.

## Geschiedenis
Het eerste wapen dat op het grondgebied van de latere gemeente Ganshoren in gebruik was, was dat van de schepenbank van Jette, Ganshoren en een aantal andere plaatsen uit de omgeving. Dit wapen werd aan het einde van de middeleeuwen gebruikt in de vorm van een zegel. Dit zegel toonde Maria en Kind tussen een helm en een schild et het wapen van de hertogen van Brabant. In 1659 werd Sint-Pieters-Jette, waar Ganshoren onder viel, een hoge heerlijkheid. Het werd tevens overgeërfd door de familie de Villegas van de familie Kinschot.
De gemeente Ganshoren ontstond in 1841 door een splitsing van de gemeente Jette-Ganshoren. Drie jaar later kreeg de gemeente het huidige wapen.
Het wapen is in de kleuren van het wapen van Brussel.